# 44 км (роз'їзд)
44 км — роз'їзд Херсонської дирекції Одеської залізниці на неелектрифікованій лінії Снігурівка — Миколаїв між станціями Засілля (15 км) та Миколаїв (14 км).  Розташований неподалік селища Водник Миколаївського району Миколаївської області. 

## Історія
Роз'їзд відкритий 1974 року.

## Пасажирське сполучення
На роз'їзді 44 км зупиняються приміські поїзди сполученням Миколаїв — Миколаїв — Апостолове.